# Paweł Czarny z Aleksandrii
Paweł II Czarny z Aleksandrii (ur. ?, zm. 581) – w latach 550–575 38. syryjsko-prawosławny Patriarcha Antiochii. Był z pochodzenia Koptem z Aleksandrii. Został opatem klasztoru w Aleksandrii. W 550 roku został wybrany Patriarchą Antiochii. Został obalony w 575 roku w związku z jego sympatią do zwolenników soboru chalcedońskiego.